# Jacques Jonghelinck
Jacques (Jacob) Jonghelinck (neve a művészettörténeti irodalomban néha Jonge Linck alakban is megjelenik) (Antwerpen, 1530. október 21. – Antwerpen, 1606. május 31.) Brüsszelben élő és alkotó neves flamand manierista szobrász és éremművész.

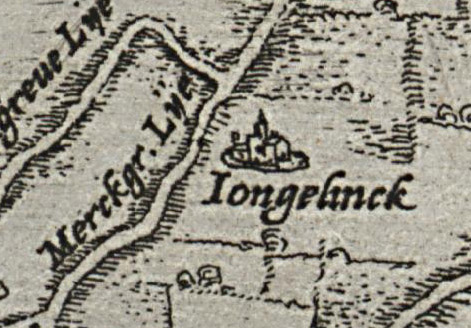
Jacob majd Nicolaes Jonghelinck antwerpeni házának ábrázolása egy 1582-es térkép részletén Iongelinck felirattal.
Az épületet még 1547-ben vásárolta Jacob, aki miután 1554-ben felépítette saját házát, eladta Nicolaesnak. A villa Antwerpen 1584-es ostrománál elpusztult.

Jacob Jonghelinck Peeter Jonghelinck és Anna Grammaye kisebbik fia. A dúsgazdag antwerpeni kereskedő, bankár és műgyűjtő, Nicolaes Jonghelinck (1517–1570) öccse. Nicolaes volt idősebb Pieter Bruegel fő patrónusa.

## Élete, munkássága
Jacob az ezüst Károly-guldent (Carolus guilder) nagyon fiatalon, még 1553-ban tervezte.
Apja Itáliába küldte tanulni a milánói Leone Leoni szobrász műhelyébe, ahol többek között megismerkedett a bronzöntés technikájával is.

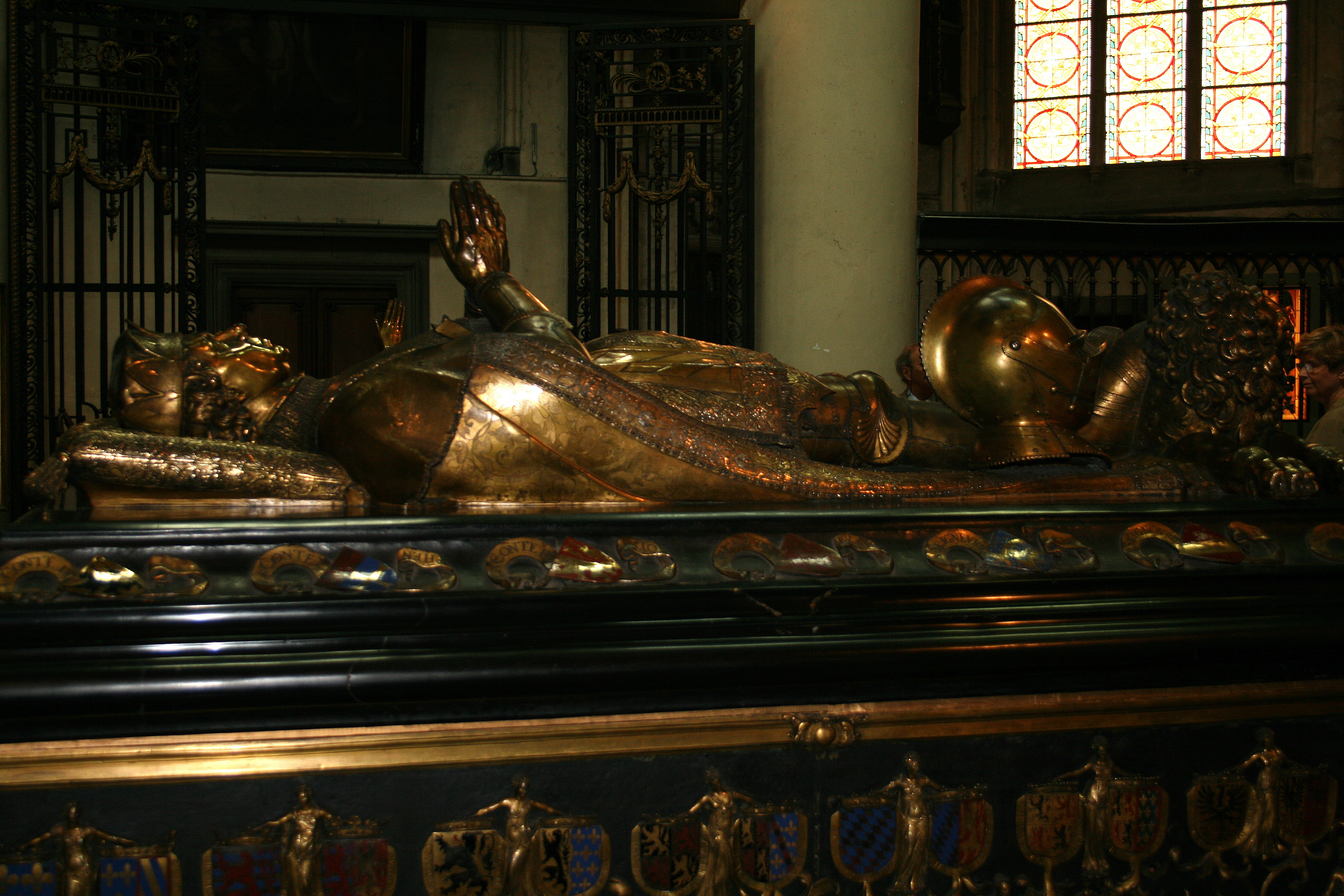
Merész Károly (1433–1477) burgundi herceg síremléke a brugge-i Onze Lieve Vrouwekerk (Miasszonyunk) székesegyházban, 1563

27 éves korában Joos Aerts szobrásszal együtt kaptak megbízást az 1477-ben elhunyt Merész Károly burgundi herceg aranyozott bronz és fekete márvány síremlékének elkészítésére a brugge-i Onze Lieve Vrouwekerk (Miasszonyunk) székesegyházban, amellyel 1563 készültek el.
Miután feleségül vette Francisca Van der Jeughtot, 1562-ben Antwerpenből Brüsszelbe költöztek és saját műhelyt nyitottak. Házat vásároltak a Hofbergben (1561), az Isabella Ház (Domus Isabella) közelében. A következő évben udvari szobrásszá nevezték ki.
A párnak két gyermeke született: Gaspar és Anna.

Brüsszelben arisztokrata ügyfélkör síremlékeinek elkészítésére szakosodott, s ezzel bátyjához hasonlóan szintén gazdag, sikeres kereskedő és bankár is lett.

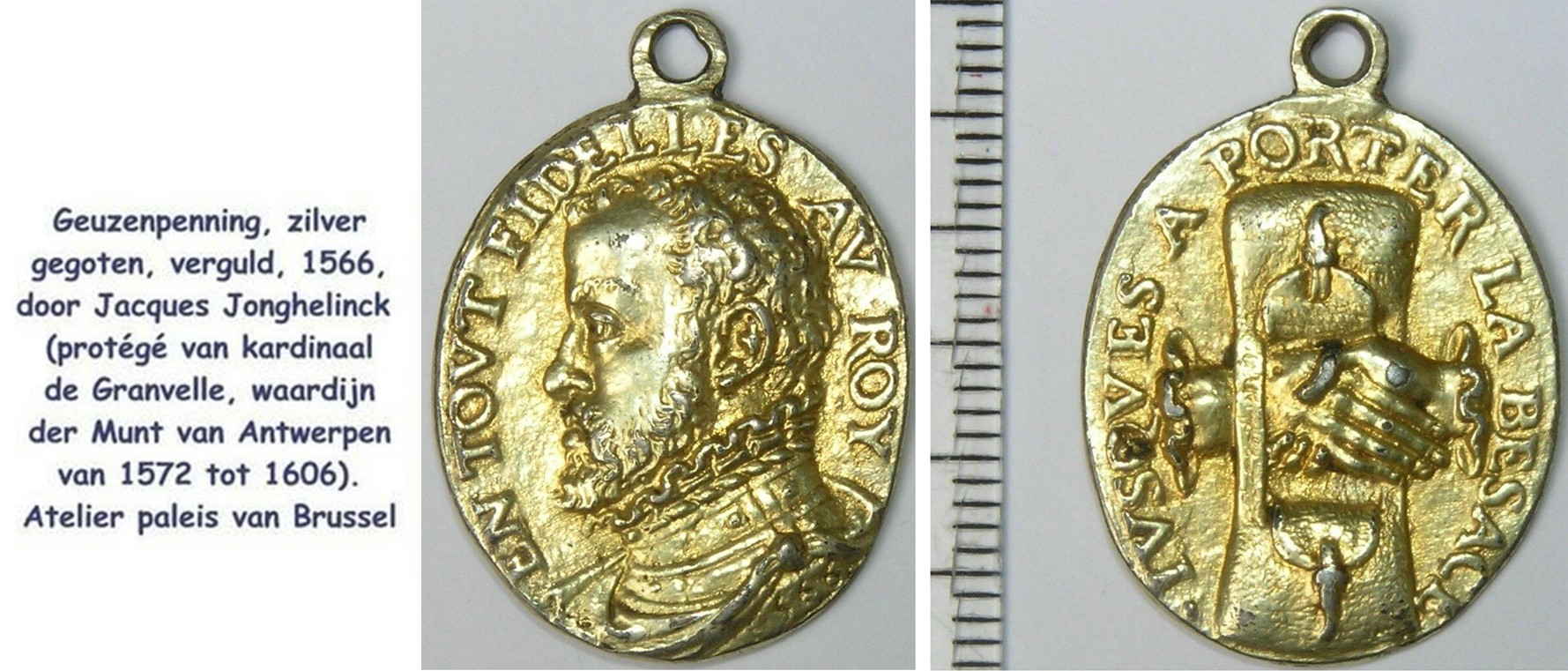
Egyik oldalán Granvelle bíborost ábrázoló aranyozott Koldus-érem, 1566

Antoine Perrenot de Granvelle közvetlen környezetéhez tartozott, aki az Államtanács elnöke volt 1556–1564 között. Műhelyét is a Granvelle palotában rendezte be.

Alba hercegéről készült emlékművének korabeli ábrázolása, 1569

Granvelle titkárával, Morillonnal folytatott levelezésének tanúsága szerint (amelyet Madridban illetve Brüsszelben őriznek) Jonghelinck 1566 tavaszán készített egy vésetet egy kis érem, az úgynevezett Koldus-érem (Geuzenpenning) sokszorosításához, amelyet később különböző fémekből, ólom, ón, réz, ezüst vagy arany felhasználásával öntöttek.
Egyik mesterműve az 1569-ben készült többszörös életnagyságú egész alakos bronzszobra Alba hercegről, amelyet a Jemmingennél zsákmányolt 16 bronzágyúból öntöttek és az antwerpeni erődben állítottak fel, de Alba halála után II. Fülöp spanyol király parancsára megsemmisítettek. A szobor ugyanis úgy gondolták még Itáliából vagy Madridból szemlélve is túlságosan kihívó sőt provokatív volt. Véletlen egybeesés, hogy Jonghelinck épp ekkor tért vissza Antwerpenbe mint a pénzverde vezetője.

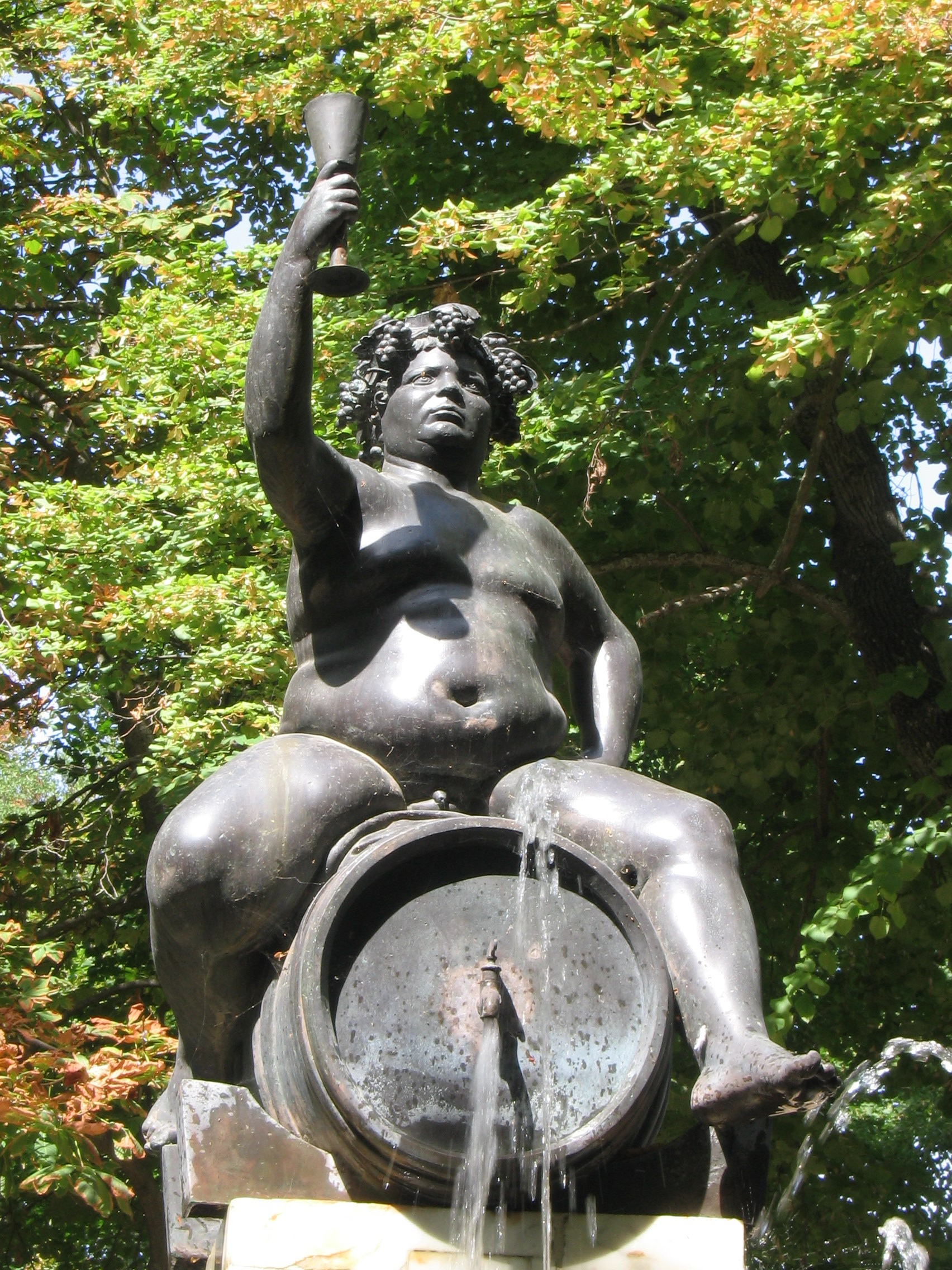
Szilénosz szobra kúttal (Jacques Jonghelinck, 1570)

A hordón lovagló Szilénosz bronzszobrát 1570-ben készítette el egy díszkúthoz az aranjuez-i Spanyol Királyi Palota kertjébe. Ezt elcserélték Giovanni da Bologna (Giambologna) Sámson és a filiszteus című művére, amelyet Károly walesi herceg küldött 1623-ban a sikertelenül végződött spanyol házassági diplomáciai tárgyalások során.

## Jacques Jonghelinck néhány további híres munkája

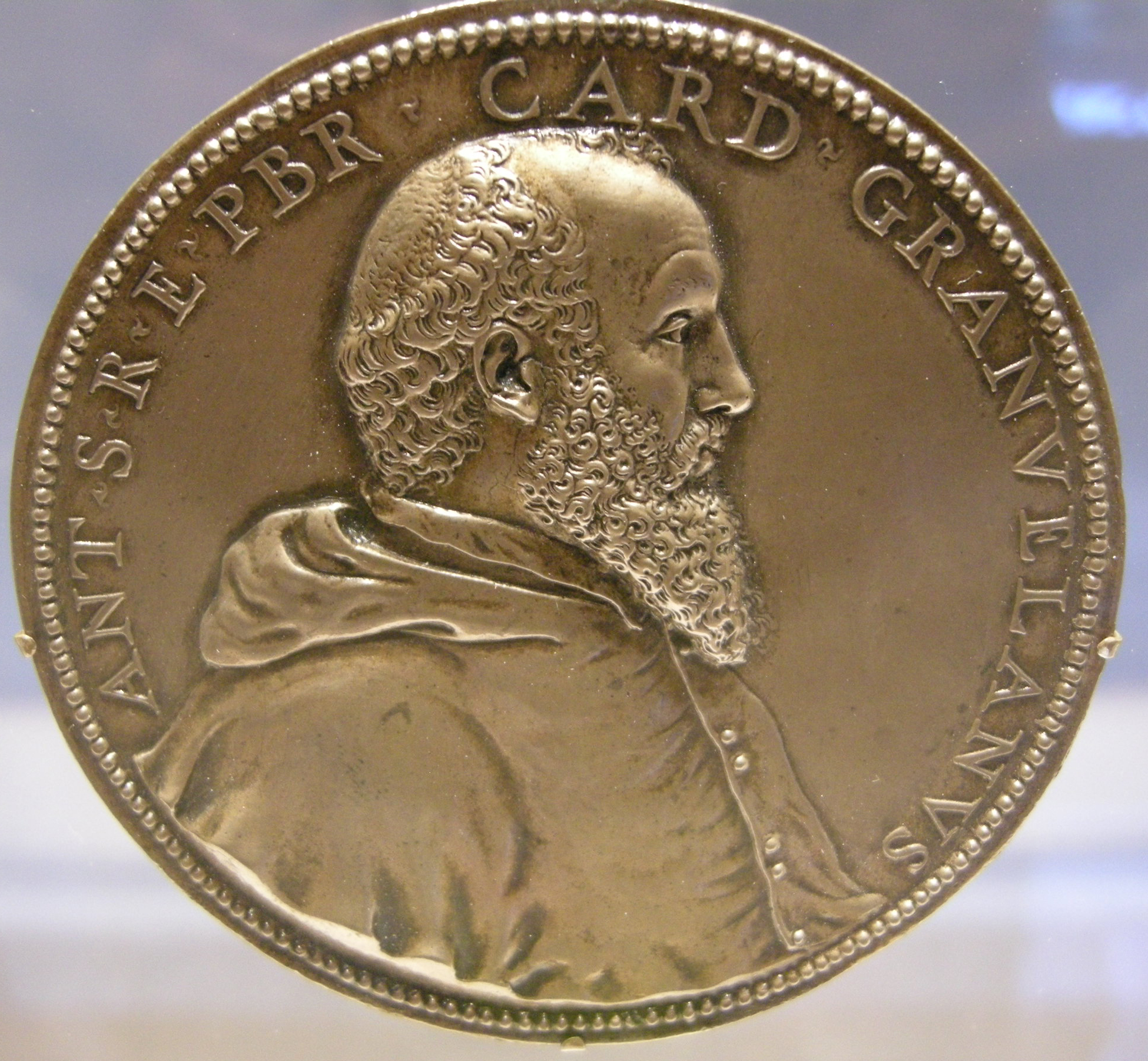
Granvelle bíborost ábrázoló érméje 1561-ből
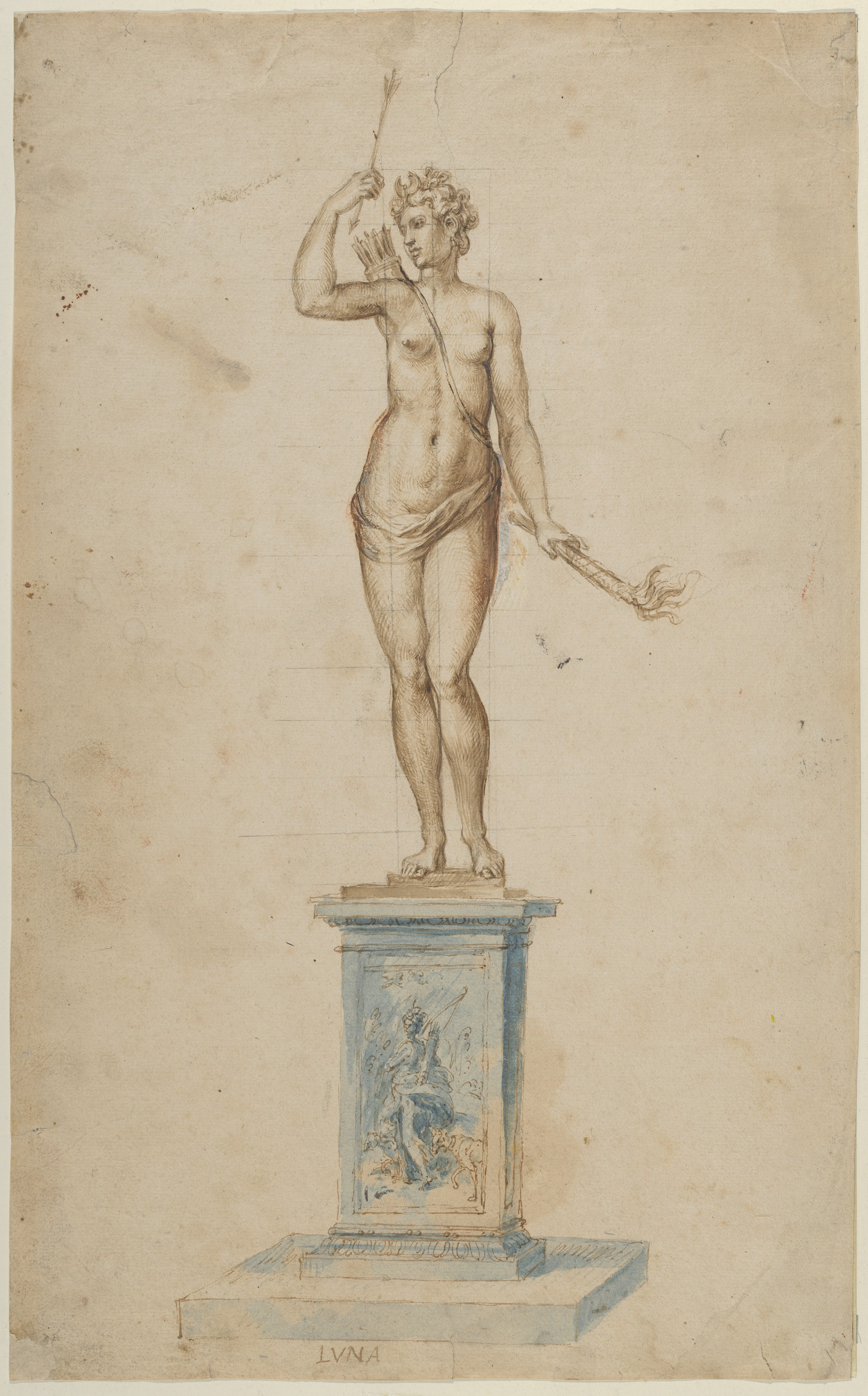
Diána szobrának korabeli ábrázolása, 1570 körül
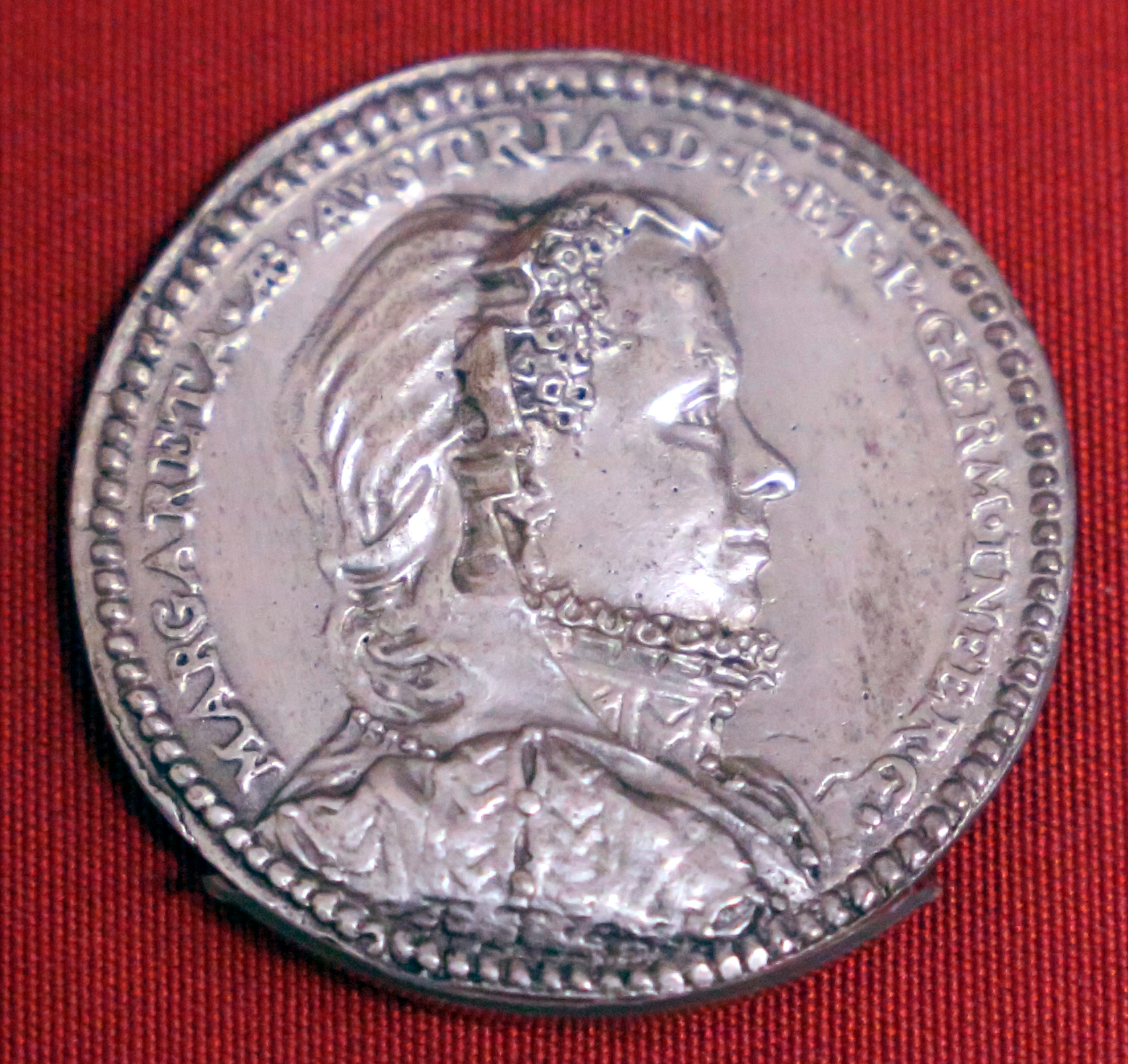
Ausztriai Margit, 1567

## Fordítás
- Ez a szócikk részben vagy egészben  a   Jacques Jonghelinck című angol Wikipédia-szócikk ezen változatának fordításán alapul.  Az eredeti cikk szerkesztőit annak laptörténete sorolja fel. Ez a jelzés csupán a megfogalmazás eredetét és a szerzői jogokat jelzi, nem szolgál a cikkben szereplő információk forrásmegjelöléseként.